# Manfred Burgsmüller
Manfred Burgsmüller (22. december 1949 - 18. maj 2019) var en tysk fodboldspiller (angriber) fra Essen. 
Burgsmüller havde en lang karriere i den hjemlige Bundesliga, hvor han i en årrække var blandt de mest scorende spillere. Han repræsenterede blandt andet Bayer Uerdingen, Borussia Dortmund og Werder Bremen, og vandt det tyske mesterskab med Werder i 1988. To gange, i 1981 og 1986, blev han udtaget til Årets hold i Bundesligaen, kåret af fodboldmagasinet Kicker.
Burgsmüller spillede desuden tre kampe for det vesttyske landshold.

## Titler
Bundesligaen
- 1988 med Werder Bremen

DFL-Supercup
- 1988 med Werder Bremen